# Chinesische Bank zur landwirtschaftlichen Entwicklung
Die Chinesische Bank zur landwirtschaftlichen Entwicklung (chinesisch 中国农业发展银行, Pinyin Zhōngguó nóngyè fāzhǎn yínháng, englisch Agricultural Development Bank of China; Abk. ADBC) ist ein 1994 gegründete neue chinesische Bank „politischen Charakters“.
1994 waren die vier staatseigenen Banken – die Chinesische Industrie- und Handelsbank, die Bank of China, die Chinesische Landwirtschaftsbank und die Chinesische Aufbaubank – zu staatseigenen kommerziellen Banken umstrukturiert worden und gleichzeitig wurden drei neue Banken politischen Charakters ins Leben gerufen, zu denen die Chinesische Bank zur landwirtschaftlichen Entwicklung zusammen mit der  Staatlichen Erschließungsbank und der Chinesischen Import- und Exportbank zählt.